# Bombattentatet i Enniskillen
Bombattentatet i Enniskillen ägde rum den 8 november 1987 i Enniskillen. Attacken dödade 12 personer, en av de dödligaste attackerna under Nordirlandkonflikten.

## Målet
Ulster Defence Regiment som skulle gå parad var målet för PIRA.

## Händelse
Bomben gjordes i Ballinamore i County Leitrim i Irland och fördes över gränsen av medlemmar av IRA. IRA-medlemmar förde den 7 november bomben till ett hus vid Enniskillens torg, vid minnesmonumentet. I ett rum som hade en vägg mot torget sattes den tidsinställda bomben på att explodera 10:43 nästa dag. Den var gömd i en sportbag. Man hade smugglat in bomben under kvällen då lokalen som ägdes av en katolsk kyrka användes för att spela bingo.
8 november 10:43 1987 dödades 12 och skadades 63 av den tidsinställda bomben då väggen kollapsar och rasar över folk som samlas på torget i Enniskillen då de var med på en minnesceremoni vid ett krigsminnesmärke för brittiska militärer som var med i de två världskrigen. Bomben detonerades av Provisoriska IRA, målet var en militärparad som var försenad och därför undkom bomben.

## Döda
Edward Armstrong (52), Marie Wilson (20), Samuel Gault (49), Georgina Quinton (72), John Megaw (68), Wesley Armstrong (62), Bertha Armstrong (53), William Mullan (72), Agnes Mullan (70), Kit Johnston (70), Jessie Johnston (66) och Ronnie Hill (68).

## Eftermäle
Ulster Defence Association hämnades dagen efter genom att skottskada fem katolska tonåringar och dödade av misstag en protestantisk tonåring. Michael Stone, medlem av Ulster Defence Association, hämnas genom Milltownmassakern 16 mars 1988.
Samma dag som attentatet gjorde U2 en spelning i Denver. Bandet framförde låten Sunday Bloody Sunday med en akustiskt intro. I mitten håller Bono ett tal:
| ”                               | Låt mig säga nåt: Jag har fått nog av alla USA-irländare som inte varit hemma på tjugo eller trettio år och som kommer fram till mig och pratar om "motståndet", om revolutionen där hemma och om "äran" i att göra revolution... och om äran i att dö för revolutionen. Fan ta revolutionen! De pratar inte om äran i att döda för revolutionen. Var ligger äran i att dra en man ur sängen och skjuta ner honom framför ögonen på fru och barn? Var ligger äran i det? Var ligger äran i att spränga en bomb under en parad på Remembrance Day, med åldringar som putsat sina medaljer dagen till ära? Var ligger äran i det? Att låta dem ligga där, döende, skadade eller döda. I revolutionens röra. Det vill inte majoriteten av mitt folk ha. Inte mer!" | „ |
| – Bono, Denver, 8 november 1987 | |   |

IRA kritiserades även av katoliker för dådet för att det var så brutalt och att så många civila dödades och skadades. Effekten blev att IRA avväpnade sin brigad i området och gav den order att inte göra några fler bombdåd.
Skotska gruppen Simple Minds skrev låten Belfast Child som en reaktion på dådet. I februari 1989 blev låten deras första och enda 1:a på Englandslistan.
Sinn Féin förlorade stöd i lokalvalet 1989 och miste 4 av sina 8 platser i kommunfullmäktige. Först i 2001 års val tog de tillbaka de platser de hade förlorat.
Minnesdagen hölls två veckor senare och 5 000 människor kom för att symboliskt visa sin sympati med offren. Premiärminister Margaret Thatcher höll tal.
1997 bad Sinn Féins ledare Gerry Adams om ursäkt för bombdådet.